# Лісецький Степан Йосипович
Степа́н Йо́сипович Лісе́цький (нар. 15 серпня 1937, с. Витків, нині частина м. Белз Львівської області) — український музикознавець. Кандидат мистецтвознавства (1975).
1963 року закінчив Київську консерваторію.
Дослідник життя та творчості українського композитора Кирила Стеценка.

## Праці
- «Кирило Стеценко» (1974).
- «Риси стилю творчості К. Стеценка» (1977).